# Аурикулярія вухоподібна
Аурикулярія вухоподібна, також іудине вухо (Auricularia auricula-judae) — гриб родини аурикулярієві, плодове тіло нагадує вухо. Поширений у Євразії.

## Походження назви
Родова назва походить від лат. auricula — «вушко», «вушна раковина». Видовий епітет перекладається дослівно як «вухо Юди». Цей гриб часто оселяється на старих деревах бузини, на якій згідно з переказами повісився біблійний Юда.

## Плодове тіло
Гриб вухоподібний або черепашкоподібний, молоде тіло схоже на чашечку. Розмір гриба від 1 до 8 сантиметрів у діаметрі, колір сірувато-коричневий, із короткими волосинками, без концентричних смужок. Молодий і свіжий гриб драглистий і гладенький, згодом твердіє та зморшується. Виразної ніжки нема, до місця прикріплення приєднується звуженою основою.
Спороносна частина сірувато-фіолетова чи темно-сіра. Спори циліндричні, зігнуті, спорова маса білого кольору.

### Схожі види
- Аурикулярія звивиста (Auricularia mesenterica) має верхній бік із кільцями та вкритий зеленуватими водоростями, також на поверхні з оксамитовими волосками. М'якуш червонуватий, драглистий. Може паразитувати, послаблюючи фруктові дерева. Їстівна.

## Екологія
Оселяється на мертвих або ослаблених гілках, стовбурах, пнях листяних порід дерев. Часто на бузині. Плодові тіла в Україні зустрічаються з березня до листопаду.

## Використання людиною

### В їжу
Їстівний гриб. М'якуш багатий на залізо і кальцій. Використовують у їжу сирим у салатах, також варять, тушкують, додають у супи. У Китаї і Японії є дуже популярним, вирощується штучно приблизно з 600 року н. е., обсяги виробництва досягають 300 тисяч тон.

### У медицині
Протягом століть використовувався у китайській народній медицині як укріплюючий та протитоксичний засіб. У сучасній медицині встановлено, що гриб має тромболітичну дію, при вживанні у їжу знижує рівень холестеролу і тригліцеридів.

## Галерея

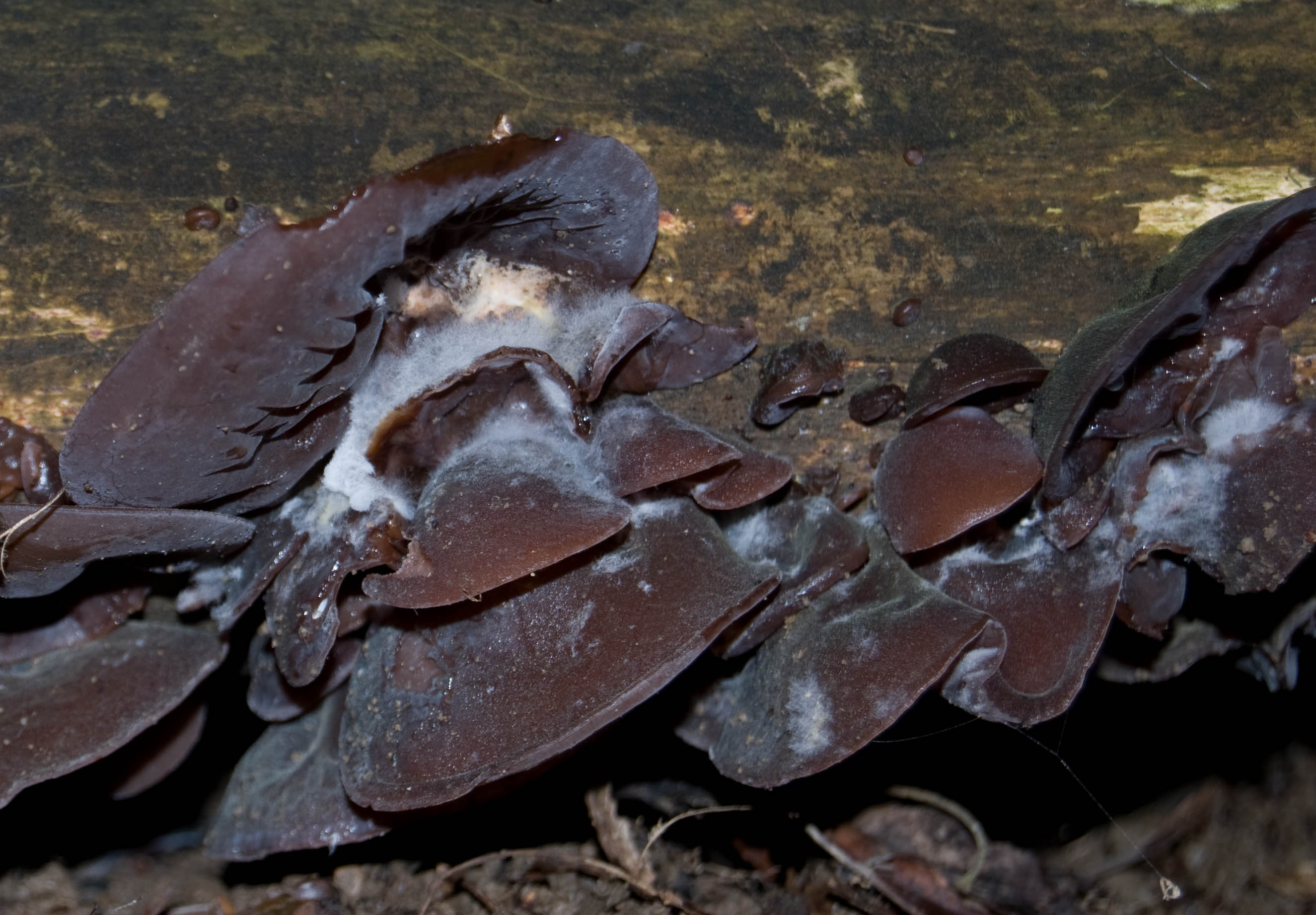
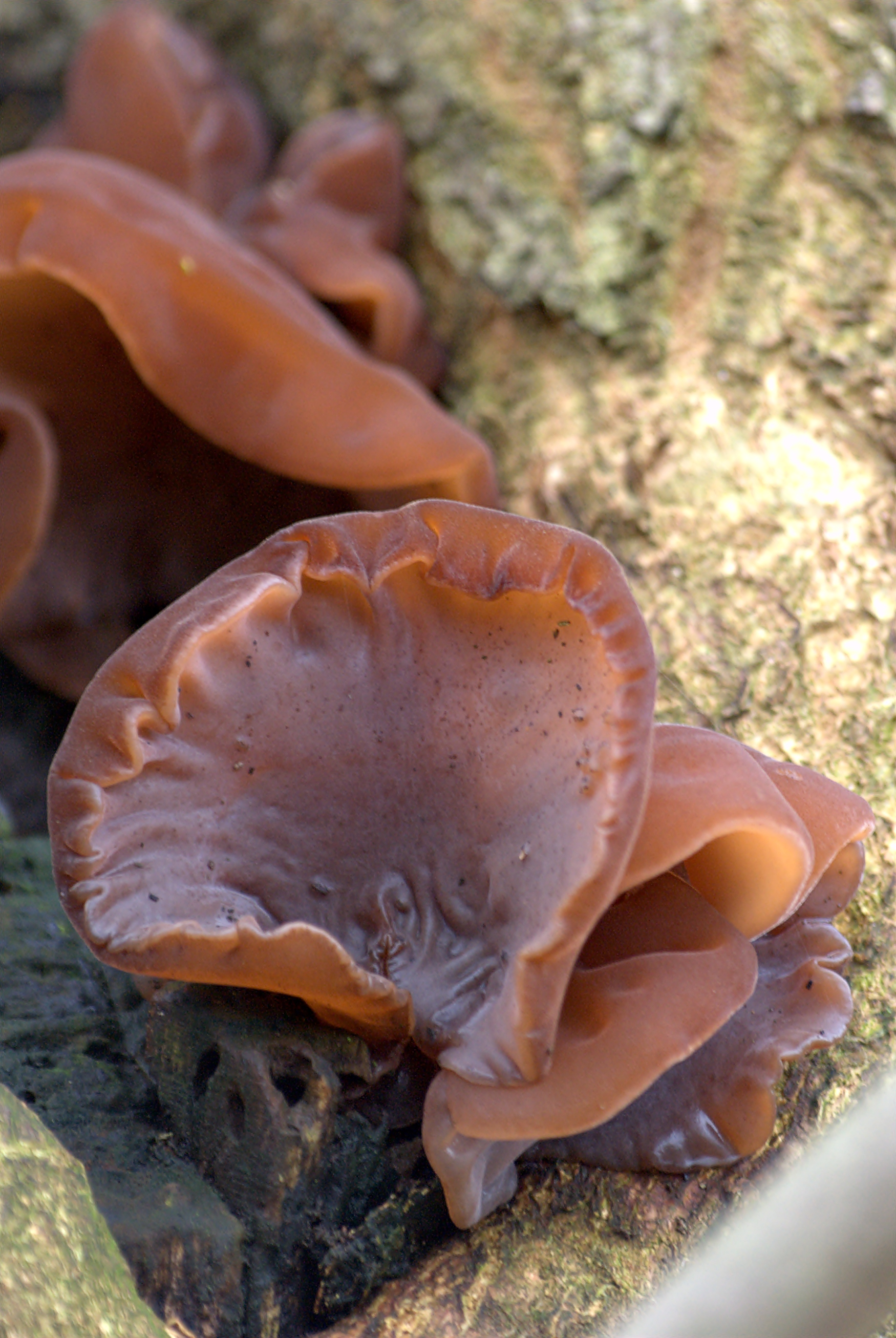
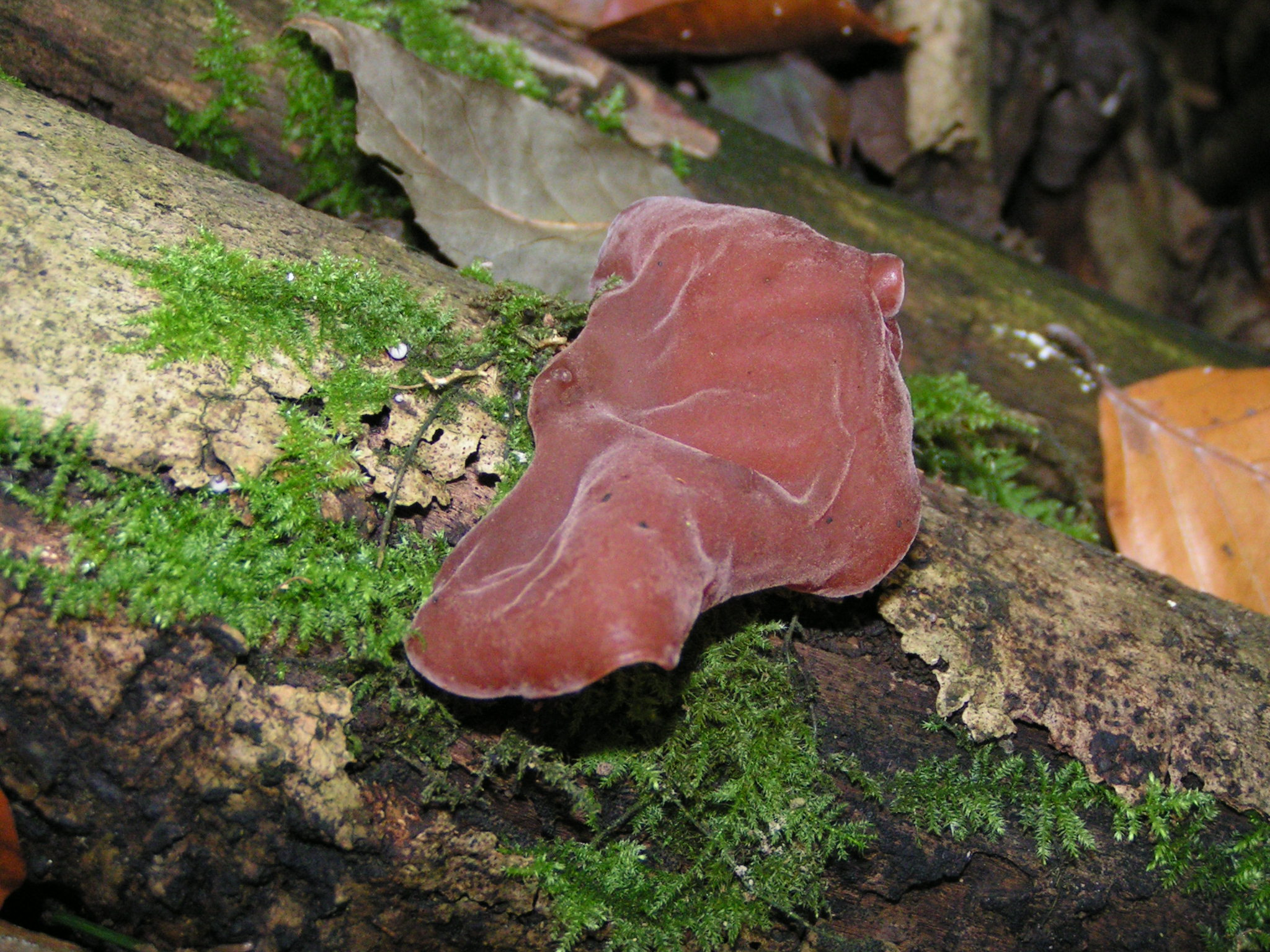
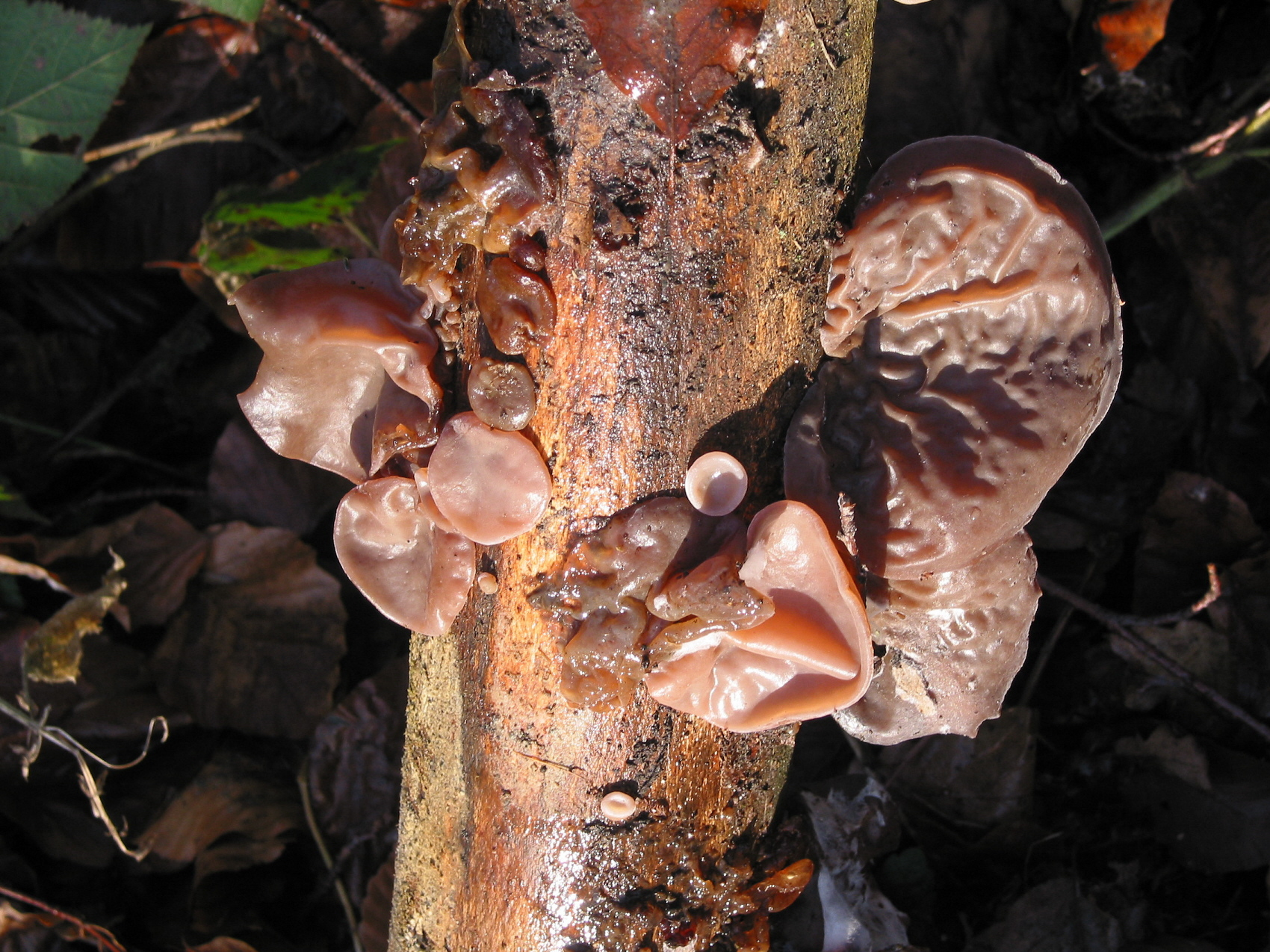
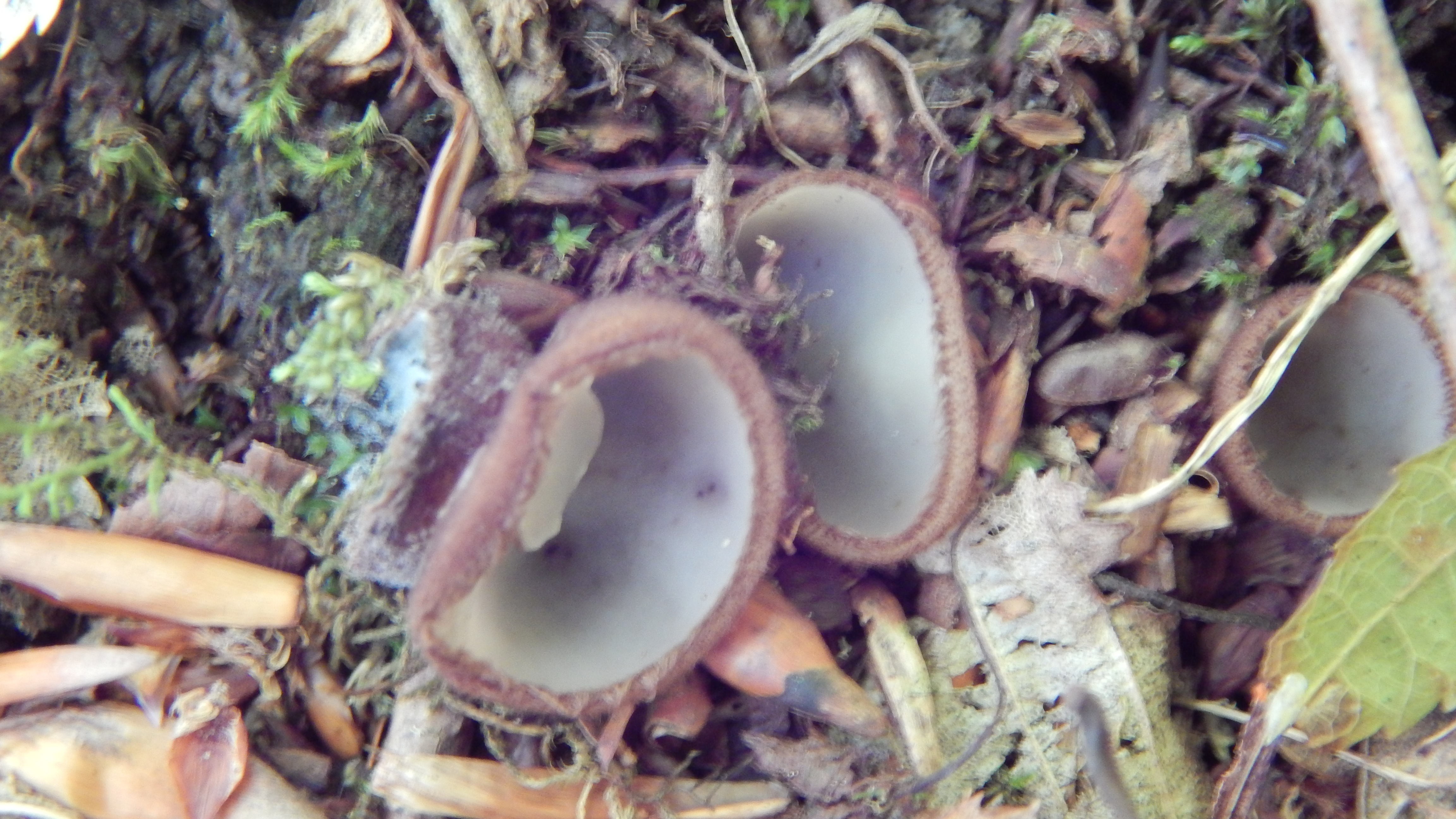
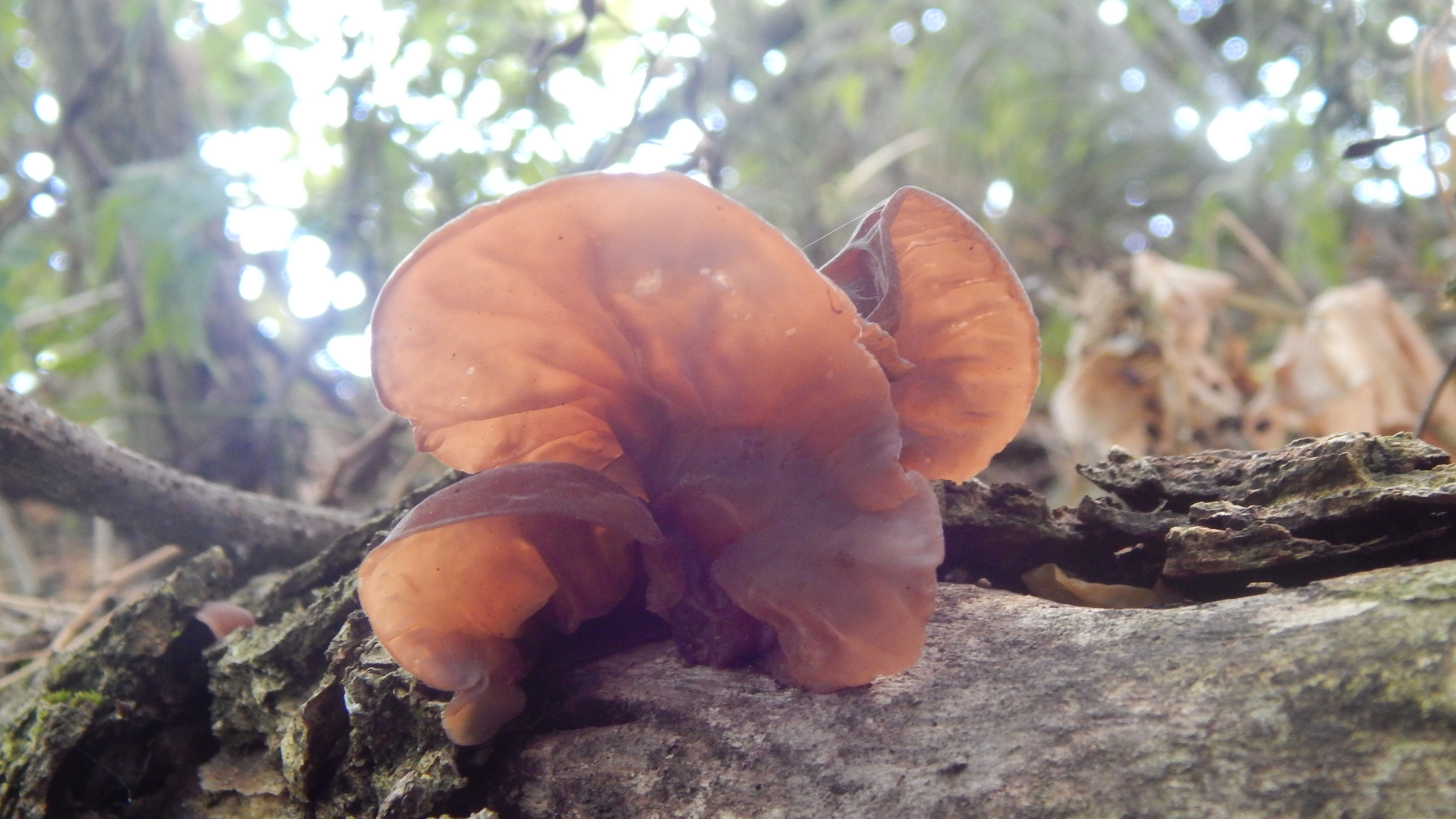